# Protodacnusa aridula
Protodacnusa aridula är en stekelart som först beskrevs av Thomson 1895.  Protodacnusa aridula ingår i släktet Protodacnusa och familjen bracksteklar. Arten är reproducerande i Sverige. Inga underarter finns listade i Catalogue of Life.